# کیث سیلورستاین
کیث سیلورستاین (به انگلیسی: Keith Silverstein؛ زاده ٢۴ دسامبر ١٩٧۴) یک صداپیشه آمریکایی است.